# Reggie Lee

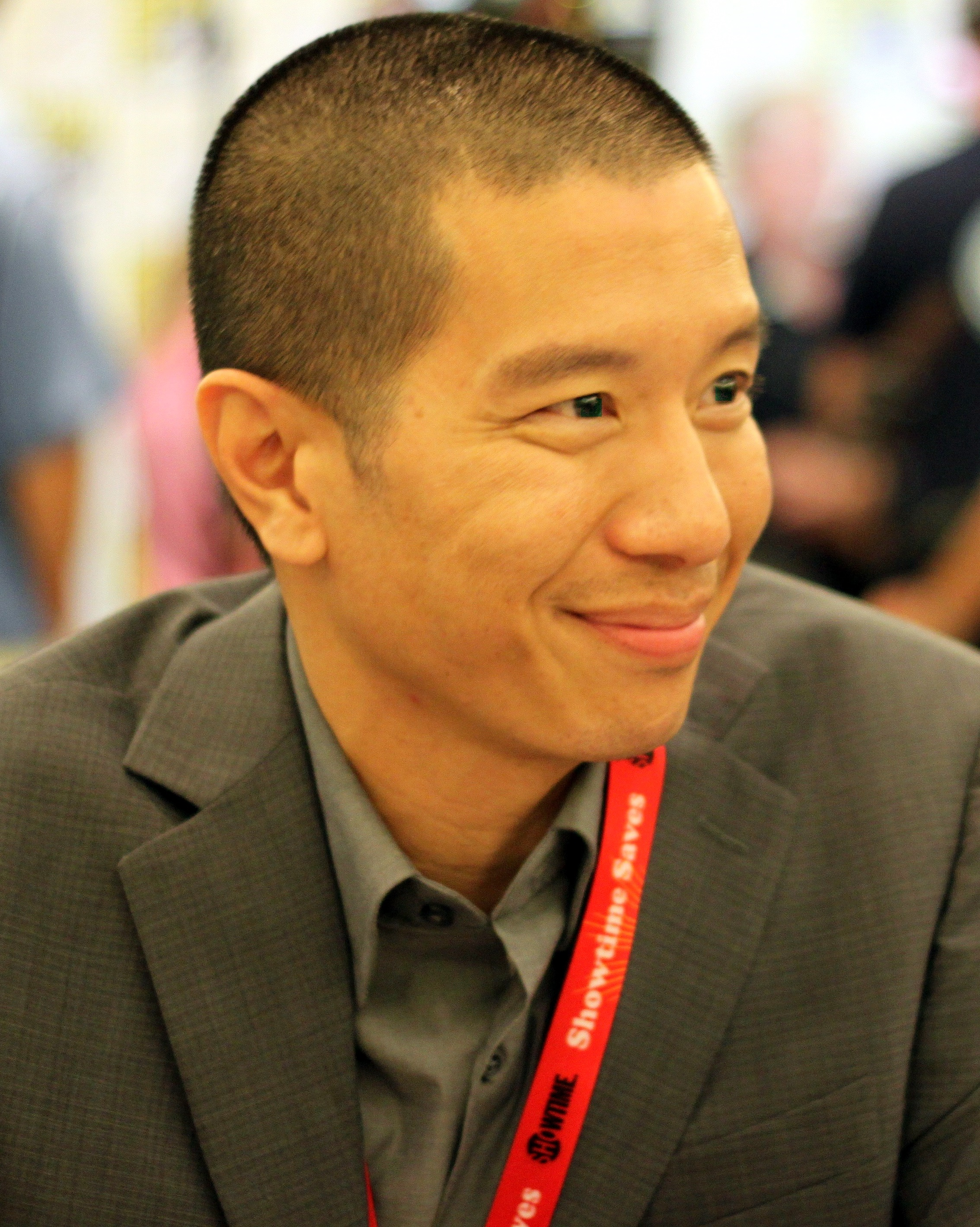
Reggie Lee (2011)

Reggie Lee (* 4. Oktober 1975 in Quezon City, Philippinen; bürgerlich Reggie Valdez) ist ein philippinisch-US-amerikanischer Schauspieler. Lee spielte unter anderem die Rolle des Agent Bill Kim in der Fernsehserie Prison Break sowie die Rolle des Sergeant Drew Wu in der Fernsehserie Grimm.

## Leben und Karriere
Lee wurde am 4. Oktober 1975 in Quezon City, Philippinen, geboren. Er spricht fließend Englisch sowie Tagalog. Im Alter von fünf Jahren zog er mit seiner Familie nach Cleveland, Ohio. Bereits als Student war er als Theaterschauspieler tätig. Obwohl Lee eine Zusage für ein Studium an der Harvard University erhielt, zog er 1992 im Alter von siebzehn Jahren nach Los Angeles, um Schauspiel zu betreiben.

## Filmografie (Auswahl)
- 1996: Diagnose: Mord (Diagnosis Murder, Fernsehserie, Folge 4x11)
- 1998: Babylon 5 (Fernsehserie, Folge 5x13)
- 1998: Emergency Room – Die Notaufnahme (ER, Fernsehserie, Folge 5x02)
- 1998: Sister, Sister (Fernsehserie, Folge 6x04)
- 1998: Party of Five (Fernsehserie, Folge 5x05)
- 1998: Verrückt nach dir (Mad About You, Fernsehserie, Folge 7x06)
- 1998: Seven Days – Das Tor zur Zeit (Seven Days, Fernsehserie, Folge 1x08)
- 1998: Beverly Hills, 90210 (Fernsehserie, Folge 9x09)
- 1999: Ein Zwilling kommt selten allein (Two of a Kind, Fernsehserie, Folge 1x20)
- 2000: Walker, Texas Ranger (Fernsehserie, Folge 8x20)
- 2000: Chicago Hope – Endstation Hoffnung (Chicago Hope, Fernsehserie, Folge 6x22)
- 2001: The Fast and the Furious
- 2001: The Ellen Show (Fernsehserie, Folge 1x01)
- 2001–2002: Philly (Fernsehserie, 2 Folgen)
- 2001–2002: Für alle Fälle Amy (Judging Amy, Fernsehserie, 2 Folgen)
- 2002: Meine ersten zwanzig Millionen (The First $20 Million Is Always the Hardest)
- 2002: Strong Medicine: Zwei Ärztinnen wie Feuer und Eis (Strong Medicine, Fernsehserie, Folge 3x10)
- 2003: Masked and Anonymous
- 2004: Frankenfish (Fernsehfilm)
- 2005: Blind Justice – Ermittler mit geschärften Sinnen (Blind Justice, Fernsehserie, Folge 1x06)
- 2006: Pirates of the Caribbean – Fluch der Karibik 2 (Pirates of the Caribbean: Dead Man’s Chest)
- 2006–2007: Prison Break (Fernsehserie, 16 Folgen)
- 2007: Pirates of the Caribbean – Am Ende der Welt (Pirates of the Caribbean: At World’s End)
- 2008: Navy CIS (NCIS, Fernsehserie, Folge 5x12)
- 2008: Tropic Thunder
- 2009: Drag Me to Hell
- 2009: Star Trek
- 2010: Persons Unknown (Fernsehserie, 7 Folgen)
- 2010: So spielt das Leben (Life as We Know It)
- 2010: My Superhero Family (No Ordinary Family, Fernsehserie, 5 Folgen)
- 2010, 2012–2013: American Dad (American Dad!, Fernsehserie, 4 Folgen, Stimme)
- 2011: White Collar (Fernsehserie, Folge 2x12)
- 2011: Crazy, Stupid, Love.
- 2011–2017: Grimm (Fernsehserie, 120 Folgen)
- 2012: Safe – Todsicher (SAFE)
- 2012: The Dark Knight Rises
- 2012: Das Schwergewicht (Here Comes the Boom)
- 2017: Hawaii Five-0 (Fernsehserie, Folge 8x04)
- 2017, 2019: Brooklyn Nine-Nine (Fernsehserie, 2 Folgen)
- 2018: Navy CIS: New Orleans (NCIS: New Orleans, Fernsehserie, 2 Folgen)
- 2018–2019: Fresh Off the Boat (Fernsehserie, 2 Folgen)
- 2019–2021: All Rise – Die Richterin (Fernsehserie)
- 2021: Sweet Girl
- 2021: The Rookie (Fernsehserie, Folge 4x04)
- 2022: The Lincoln Lawyer (Fernsehserie, 5 Folgen)
- 2022: Law & Order: Organized Crime (Fernsehserie, 1 Folge)
- 2024: CSI: Vegas (Fernsehserie)